# Robert Mesías
Robert Mesías (* Esmeraldas, Ecuador, 26 de abril de 1995). es un futbolista ecuatoriano que juega de delantero en el Delfín SC de la Serie B de Ecuador.

## Clubes
| Club          | País    | Año       |
| ------------- | ------- | --------- |
| Alfaro Moreno | Ecuador | 2009-2012 |
| Cartopel      | Ecuador | 2013      |
| Delfín SC     | Ecuador | 2014-     |